# Megaselia confortata
Megaselia confortata är en tvåvingeart som beskrevs av Schmitz 1929. Megaselia confortata ingår i släktet Megaselia och familjen puckelflugor. Inga underarter finns listade i Catalogue of Life.